# Claude Lorius
Pour les articles homonymes, voir Lorius.
Claude Lorius, né Joseph Edmond Claude Lorius le 27 février 1932 à Besançon, et mort le 21 mars 2023 à Mâcon, est un glaciologue français. Ses recherches sur la composition des inclusions gazeuses des glaces polaires ont permis de caractériser les climats anciens de la Terre et de mesurer leurs variations dans le temps. Inventeur du principe du thermomètre isotopique, il est le premier, avec Jean Jouzel, à avoir mis en évidence le lien entre la concentration atmosphérique en gaz à effet de serre et l'évolution du climat.

## Biographie
Claude Lorius réalise son premier hivernage en Terre Adélie à la base Charcot en 1957, après avoir lu une petite annonce — pas très explicite, dit-il : « Recherche jeunes étudiants pour participer aux campagnes organisées pour l’Année géophysique internationale » — sur le mur de l'université de Besançon. Il y reste un an dans l’isolement avec deux autres compagnons, lors d'un hivernage à 300 kilomètres des côtes.
En 40 ans de carrière, il a pris part à 22 expéditions polaires, ce qui totalise six ans de campagnes sur le terrain, dans les années 1960 et 1980. Elles ont lieu principalement en Antarctique dans le cadre des missions polaires françaises et internationales, notamment à la base Vostok.
En 1959, Lorius participe à un programme d’exploration mené par les Américains. Pendant près de 100 jours, il parcourt quelque 1 400 km lors d'un voyage en Antarctique, qui s’achève par la découverte d’une chaîne de montagnes qui désormais porte son nom.
En 1965, chef de l’expédition en Terre Adélie, il a l'intuition que les bulles d’air emprisonnées dans la glace pourraient refléter la composition de l’atmosphère du passé. Près de vingt ans plus tard, en 1984, l’expédition à la base antarctique Vostok lui permettra d'étayer cette idée et d'élaborer une reconstitution des climats terrestres passés.
Claude Lorius fait toute sa carrière au Centre national de la recherche scientifique (CNRS). Il est notamment directeur du laboratoire de glaciologie et géophysique de l'environnement de Grenoble — qu'il a fondé — entre 1983 et 1988.
En 1994, il est élu à l'Académie des sciences, et devient en 2000 membre fondateur de l'Académie des technologies. En 2002, il reçoit la médaille d'or du CNRS, avec Jean Jouzel. En juin 2008, il est le premier Français à recevoir le prix Planète bleue (Blue Planet Price) pour l'Environnement — et le seul à l'avoir reçu au moment de son décès.
À partir de 2011, il travaille avec Luc Jacquet et l'association Wild-Touch sur un méta-projet concernant l'évolution du climat et du taux de gaz à effet de serre,. Ce projet donne lieu notamment à la réalisation du documentaire La Glace et le Ciel, dont Lorius est le sujet central. Le film est projeté en avant-première en clôture du festival de Cannes 2015,.
Il termine sa carrière comme directeur de recherche émérite au CNRS.
Claude Lorius meurt le 21 mars 2023 à Mâcon à l'âge de 91 ans,,.

## Apport scientifique

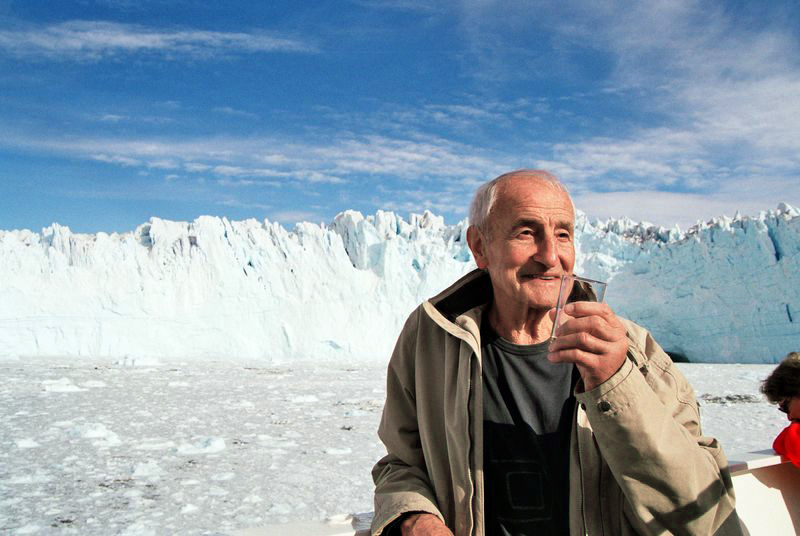
C'est en observant les bulles s'échappant des glaçons de son verre de whisky que Claude Lorius (ici en 2008) eut l'intuition initiale de ses futurs travaux.

En 1963, six ans après son hivernage dans la base Charcot, Claude Lorius soutient sa thèse, intitulée « Le deutérium, possibilités d'application aux problèmes de recherche concernant la neige, le névé et la glace dans l'Antarctique », et qui porte sur les carottes de glace qu'il a recueillies en Antarctique. Il montre qu'il existe « une relation entre la température à laquelle la glace se forme et la proportion des isotopes de l'oxygène et de l'hydrogène dans les molécules d'eau formant la glace. » La composition isotopique de l'eau d'un échantillon permet ainsi de déterminer quelle était la température ambiante au moment où la glace s'est formée.
La calotte de glace Antarctique fait plus de 2 km d'épaisseur ; comme elle résulte de l'accumulation de couches de neige successives, une carotte de glace de plusieurs centaines de mètres, obtenue lors d'un forage, contient un enregistrement indirect, sur des dizaines de milliers d'années, de la température : la variation de sa composition isotopique sert alors d'indicateur des paléo-températures.
En 1965, lors d'un hivernage en Terre Adélie, Lorius observe les bulles de gaz que le glaçon issu des déchets des carottages qu'il a mis dans son verre libère dans le whisky : « J’ai eu l'intuition qu’elles conservaient des indications sur l’altitude de la formation de la glace et, surtout, qu’elles représentaient des témoins fiables et uniques de la composition de l’air. » Quelque 20 ans plus tard, l'analyse des traces de dioxyde de carbone et de méthane contenues dans les bulles d'air emprisonnées dans les glaces de Vostok pendant des milliers d'années permettra de confirmer scientifiquement cette intuition.
Le 4 septembre 1979, lors d'une émission des Dossiers de l'écran, il relativise néanmoins les propos d'Haroun Tazieff et, surtout, de Paul-Émile Victor qui annonce qu'un réchauffement climatique, lié à l'augmentation de CO2, entraînerait des fontes massives des glaces en Antarctique (mais il valide celles de l'Arctique) dès les prochaines décennies, ne pouvant concevoir de bouleversements sur une si courte échelle de temps.
Cinq ans plus tard, en 1984, lors de l’expédition à la base antarctique Vostok, un forage de 2 200 mètres de profondeur permet pour la première fois de reconstituer le climat terrestre et la composition de l’atmosphère sur une période de 150 000 ans. Pour ce faire, Claude Lorius obtient des Américains qu'ils envoient des avions à la station Vostok pour récupérer les carottes remontées par les Soviétiques de la calotte glaciaire, leurs forages étant les plus profonds. En France, ces carottes sont analysées dans le laboratoire de Claude Lorius, à Grenoble, et dans celui de Jean Jouzel, à l’École polytechnique. Ces laboratoires ont mis au point une technique d'analyse de l’air piégé dans la glace. L'analyse de la composition des bulles d'air incluses dans les carottes de glace et la mesure du taux de CO2 prisonnier de cette glace ont permis de tracer deux courbes : « celle de la température à la surface de la Terre sur des milliers d’années et celle de la teneur en gaz carbonique. Or les deux courbes sont strictement parallèles. »
Claude Lorius peut alors affirmer que « la planète devrait sensiblement se réchauffer au cours du XXIe siècle, au risque d’affecter les ressources en eau, l’agriculture, la santé, la biodiversité et, d’une façon générale, les conditions de vie des humains… » Première reconnaissance du réchauffement climatique, cette découverte fait la couverture de la revue Nature.
Ces découvertes sont le résultat des deux campagnes en Antarctique, à Vostok de 1984 à 1991, puis à la base Concordia lors du forage européen EPICA dont Claude Lorius fut l'initiateur.
L'apport scientifique de Claude Lorius à la compréhension de l'évolution des climats de la Terre est essentiel. Lui, Jean Jouzel et les autres signataires de l'article de Nature ont ainsi montré le lien direct entre les taux de gaz à effet de serre (comme le dioxyde de carbone et le méthane) et l'évolution climatique sur des périodes allant de 150 000 à 800 000 ans. Les échantillons récoltés ont permis de retracer l'histoire climatique de la planète sur ces mêmes périodes.

## Honneurs et distinctions

### Décorations
- 2009 :  Commandeur de la Légion d'honneur[20]
- 2015 :  Grand officier de l'ordre national du Mérite[21]
- 2020 :  Grand officier de la Légion d'honneur[1]

### Prix
- 1988 : Prix de recherche Humboldt
- 1989 : Médaille Belgica
- 1994 : Prix Italgas
- 1996 : Tyler Prize for Environmental Achievement[22]
- 2001 : Prix Balzan pour la climatologie[23]
- 2002 : Médaille d'or du CNRS avec Jean Jouzel[24]
- 2006 : Médaille Vernadski[25]
- 2008 : Prix Planète bleue[6]
- 2017 : Bower Award and Prize for Achievement in Science du Franklin Institute[26]

### Académie
- 1994 : membre titulaire de l'Académie des sciences

### Hommage
- 2023 : (35621) Lorius (astéroïde)
- 2024 : l'école primaire de Fontain (25) est baptisée de son nom[27].

## Publications

### Ouvrages
- Le Deutérium, possibilité d'application aux problèmes de recherche concernant la neige, le névé et la glace dans l'Antarctique, Paris, Impr. de l'Institut géographique national, coll. « Comité national français des recherches antarctiques », 1963
- Année géophysique internationale. Participation française, Contribution à la connaissance de l'Antarctique, glaciologie en Terre Adélie (1956-1959), par Claude Lorius, Paris, Centre national de la recherche scientifique, 1964
- Expédition antarctique française (1964/1966), Territoire des terres australes et antarctiques françaises, Terre Adélie, campagnes d'été 1964-65 et 1965-66. Détermination des épaisseurs de glace par une méthode gravimétrique simplifiée, par Claude Lorius, Gaston Rouillon, François Helly, Paris, Expéditions polaires françaises, 1968
- Antarctique, désert de glace, Paris, Hachette, coll. « Les Quatre éléments », 1981  (ISBN 2-01-007309-6)
- Antarctique : continent de l'extrême, Paris, Denoël, coll. « Planète : Espace terre », 1991  (ISBN 2-207-23894-6)
- Glaces de l'Antarctique : une mémoire, des passions, ill. de Michel Creseveur et Jean-Charles Pugno, Paris, Odile Jacob, 1991 ; éd. revue et mise à jour, Paris, Seuil coll. « Points », 1993
- L'Antarctique, avec Roger Gendrin, coll. « Dominos », éditions Flammarion, 1997  (ISBN 978-2080355164)
- Le Grand Défi des pôles, avec Bertrand Imbert, coll. « Découvertes Gallimard/Histoire » (no 15), éditions Gallimard, 2007
- 365 jours sous les glaces de l'Antarctique, avec Roland Schlich et Djamel Tahi, préface de Jean-Louis Étienne, éditions Glénat, 2008
- Planète blanche : les glaces, le climat et l’environnement, avec Jean Jouzel et Dominique Raynaud, éditions Odile Jacob, 2008
- Voyage dans l’anthropocène : cette nouvelle ère dont nous sommes les héros, avec Laurent Carpentier, éditions Actes Sud, 2011
- La Glace et le Ciel, avec Luc Jacquet, Jérôme Chappellaz, Gilles Ramstein ; illustrations de Loïc Fontimpe, assisté de Mathieu Vavril, Paris, Éditions Paulsen, 2015  (ISBN 978-2-916552-69-9)
- Mémoires sauvées des glaces (autobiographie), récit recueilli par Djamel Tahi, éditions Arthaud, 2016  (ISBN 978-2-08-137589-5)

### Articles
- « Les recherches polaires », Paris, Grand Larousse annuel, Le livre de l'année (1992), 1993  (ISBN 9-782031-00293-2)

## Documentaires
- Mais où vont les neiges d'antan de Katarzyna Chambenoit, 2008
- Enterrés volontaires au cœur de l'Antarctique de Djamel Tahi, 2009
- La Glace et le Ciel de Luc Jacquet, 2015

### Presse
- Laurent Carpentier, « Claude Lorius, glaciologue et spécialiste du climat, est mort », Le Monde.fr,‎ 23 mars 2023 (lire en ligne)

### Radio
- « Claude Lorius, aux origines de la climatologie », France Culture, À voix nue, entretiens avec Stéphane Deligeorges (5 émissions), mars 2012